# Yannick Torlini
 (août 2019).
Yannick Torlini (né le 29 mars 1988 à Nancy) est un écrivain et poète français.